# Vera Sós
Vera Sós (Budapest, 11 settembre 1930 – 22 marzo 2023) è stata una matematica ungherese, specializzata in teoria dei numeri e combinatoria.
Fu allieva e collaboratrice di Paul Erdős e Alfréd Rényi, nonché moglie di Pál Turán.